# Cetatea lui David

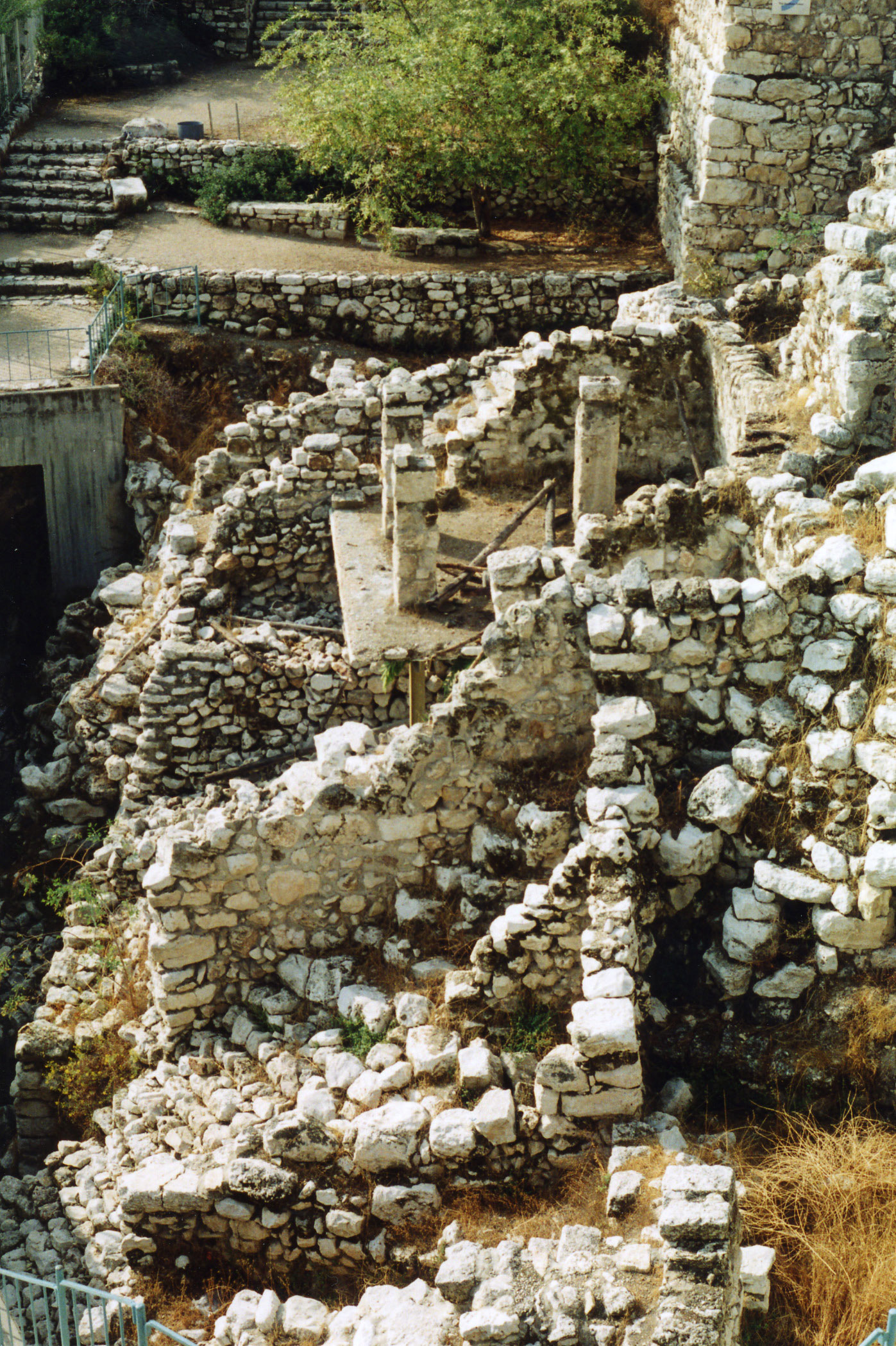
Ruinele Cetății lui David

Cetatea lui David (Citadela lui David, Air Dauid - עיר דוד) este o denumire istorică dată unui sit arheologic în care probabil este cea mai veche așezare, din Cetatea Veche a Ierusalimului situată lângă colțul sud-estic al zidurilor Ierusalimului contemporan. Siteul arheologic include palatul regelui David și un tunel de apă, care a fost construit de regele Ezechia.

## Localizare și monumente

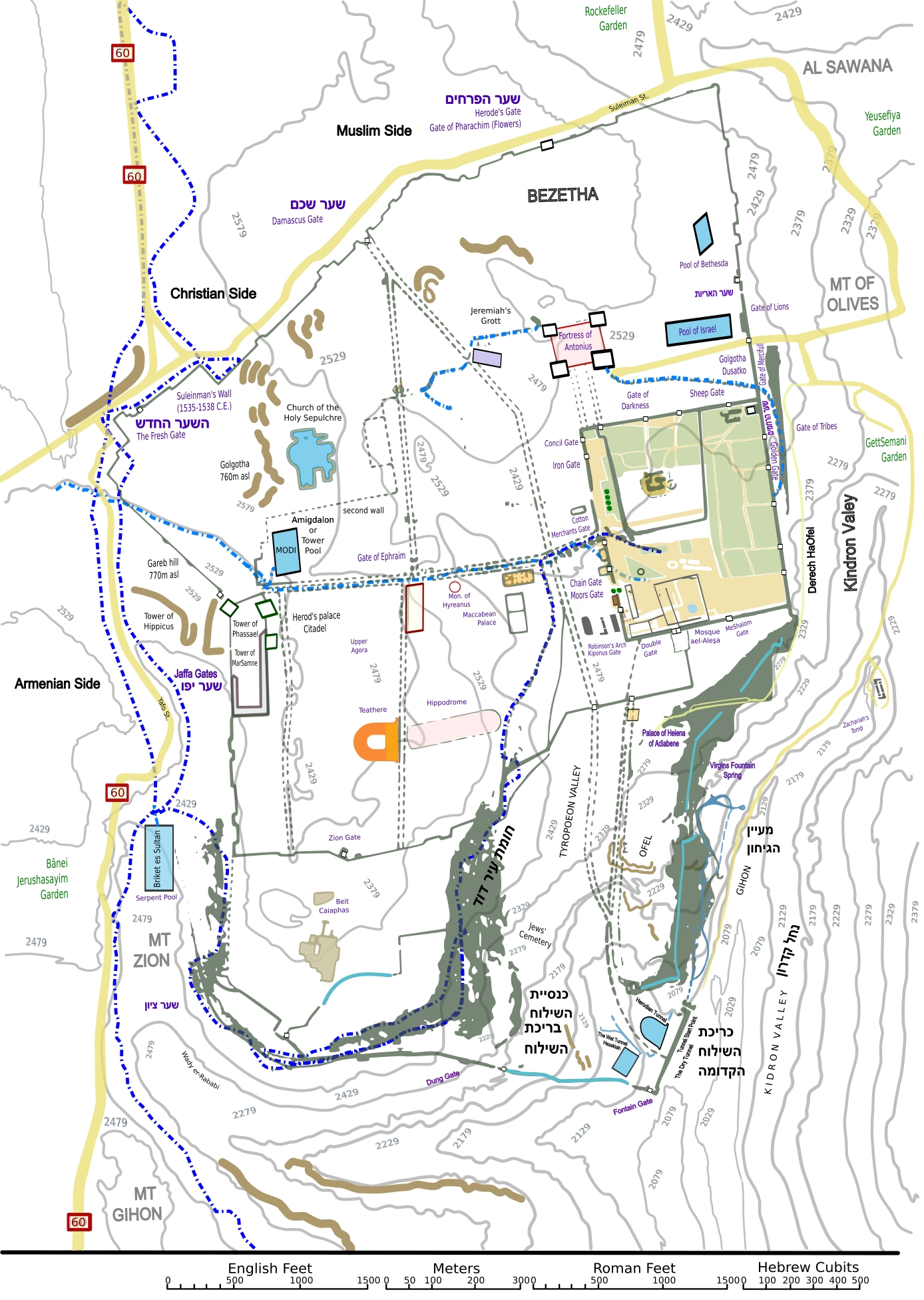
Har HaBayit Map of Jerusalem 1903-Sanday-William-(d.1920)-Waterhouse-Paul-(d.1924)-Contours-Conrad Schick(d.1901cem.Mt.Zion)-CCv0-rev9